# Kosmos 133
Kosmos 133 (ros. Космос-133) – pierwszy, bezzałogowy lot kosmiczny w ramach programu Sojuz. Misja Kosmos 133 służyła testowaniu technologii.
Misja Kosmos 133 została zaprojektowana jako kompleksowy test różnych technologii, które umożliwiała nowa kapsuła Sojuz. Planowano wystrzelenie drugiego statku i przeprowadzenie manewru automatycznego cumowania na orbicie; następnie planowana była misja załogowa. Start odbył się bez problemów, jednak awaria systemu kontroli orientacji spowodowała, że Kosmos 133 zaczął wirować w sposób niekontrolowany, w tempie dwóch obrotów na minutę i zużył większość paliwa z silników manewrowych. Obsługa naziemna przez dwa dni próbowała odzyskać kontrolę nad statkiem. Kosmos 133 wszedł w atmosferę, znacznie zbaczając z planowanego kursu. Kiedy okazało się, że statek spadnie w Chinach, obsługa uruchomiła mechanizm autodestrukcji. Fragmentów statku nie odnaleziono.